# F-liner
F-liner是横滨高速铁道、东急电铁（东急）、东京地下铁（东京metro）、西武铁道、东武铁道间开行的直通运转列车之爱称。本列车在上述五社线路中均被归入平日非高峰期的最高速等级列车。「F-liner」這一名稱啟用於2016年3月26日。

## 概要
F-liner之爱称同时适用于以下两个运行系统的列车。列车的运行种别随其所正在运行的线路而定，在线路的交界站变更种别。在各段运行中，F-liner的爱称皆会被添加在种别名前。例如在副都心线中即为"Fライナー 急行"，东横线内即为" Fライナー 特急"。
1. 饭能站/小手指站-元町·中华街站间
其中列车种别为：
  - 西武池袋线/西武有乐町线 - 快速急行
  - 东京Metro副都心线 - 急行
  - 东急东横线·横滨高速铁道港未来线 - 特急[2]
2. 森林公园站-元町·中华街站间
其中列车种别为：
  - 东武东上本线 - 急行
  - 东京Metro副都心线 - 急行
  - 东急东横线·横滨高速铁道港未来线 - 特急[3]

F-liner中首字母F之含义包括：
- 高速[Fast]
- 五社直通[Five]
- 副都心[Fukutoshin]

两个运行系统在平日非高峰时段皆以半小时间隔运行，使得在副都心线、东横线及港未来线内（即两个运行系统的共同区间）列车之运行间隔为15分钟。每小时两班经西武线运行之列车中有一班为小手指站始发终到，即由饭能始发/终到之列车为每小时一班。

F-liner的最长运行区间为森林公园站-元町·中华街站，单程运行里程为88千米。

需要注意的是，尽管东武铁道于周末及休息日开行运行于森林公园站与元町·中华街站间的快速急行列车，该列车并不属于F-liner。

## 使用车辆
- 东武9000系电车・东武9050系电车（日语：東武9000系電車）・東武50070系電車
- 西武6000系電車・西武40000系電車
- 东京地下铁17000系电车、东京地下铁10000系电车・东京地下铁7000系电车
- 东急5050系电车4000番台（日语：東急5000系電車_(2代)）